# Copia Remota Punto a Punto
Copia Remota Punto a Punto (Peer to Peer Remote Copy o PPRC en inglés) es un protocolo para copiar un volumen de almacenamiento en otra unidad de control de un centro remoto. La copia síncrona provoca que cada acción de escritura se haga tanto en la unidad primaria como en la secundaria y que no se considere completada hasta que se ha copiado en las dos unidades. La copia asíncrona, en cambio, marca las pistas que se deben copiar a la unidad secundaria cuando el tiempo lo permita. 
PPRC se usa para proporcionar tiempos de recuperación de datos muy pequeños en fallos de la unidad primaria.
En las zSeries con dos unidades de control del tipo DASD PPRC es el protocolo usado para copiar de una unidad de control (la primaria) a otro volumen DASD en la otra unidad de control (la secundaria).